# Starynia (Korsze)
Starynia (deutsch Groß Altendorf) ist ein kleiner Ort in der polnischen Woiwodschaft Ermland-Masuren und gehört zur Gmina Korsze (Stadt- und Landgemeinde Korschen) im Powiat Kętrzyński (Kreis Rastenburg).

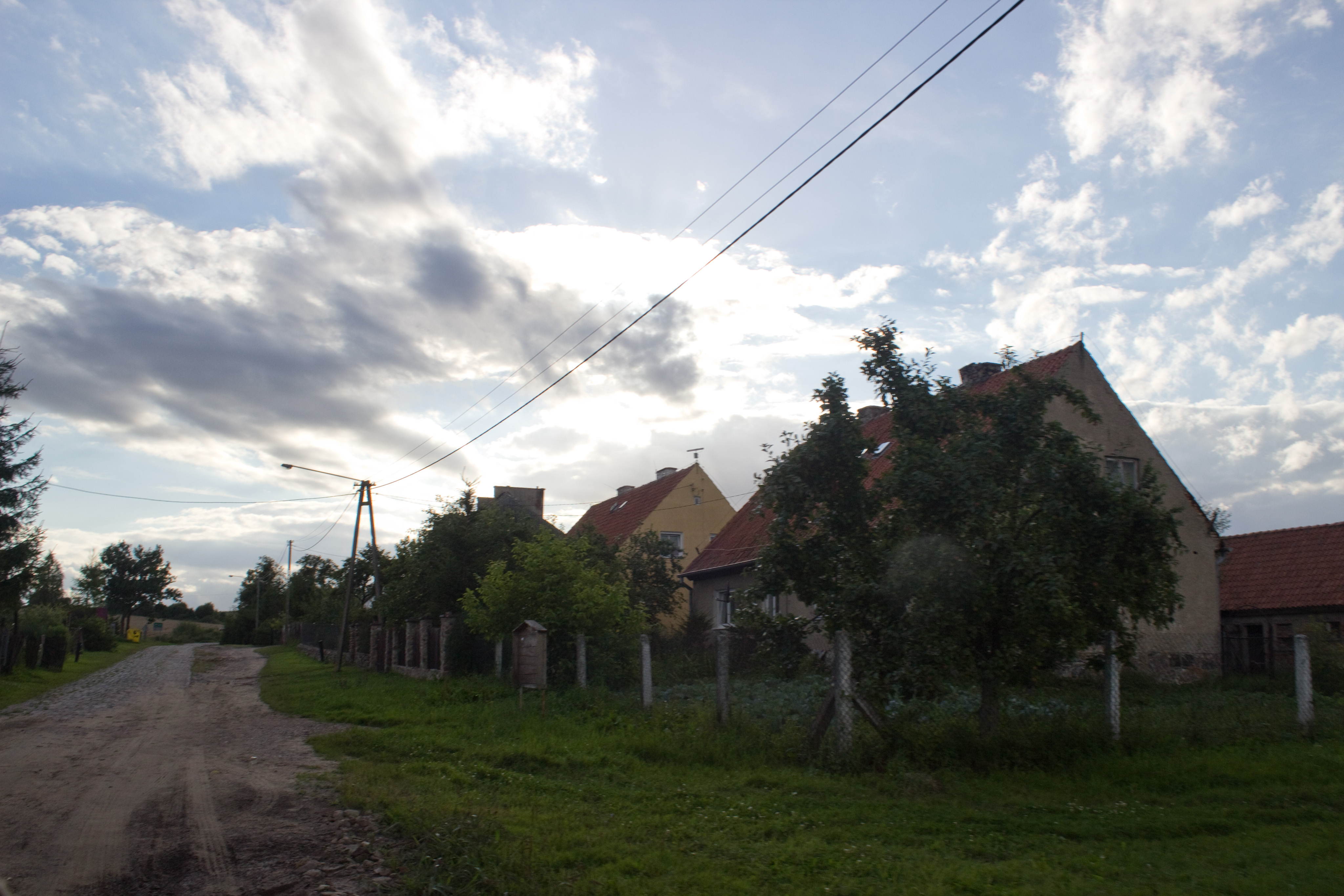
Dorfstraße in Starynia

## Geographische Lage
Starynia liegt in der nördlichen Mitte der Woiwodschaft Ermland-Masuren, acht Kilometer nordwestlich der Kreisstadt Kętrzyn (deutsch Rastenburg).

## Geschichte
Das vor 1871 noch Altendorf (ohne Zusatzbezeichnung) genannte Vorwerk war in den Gutsbezirk Plötnick (polnisch Płutniki) eingegliedert, der am 30. April 1874 in zum neu errichteten Amtsbezirk Lamgarben (polnisch Garbno) kam und somit zum Kreis Rastenburg im Regierungsbezirk Königsberg in der preußischen Provinz Ostpreußen gehörte. Der Gutsbezirk Plötnick wurde am 8. August 1901 mit seinen Ortschaften Altendorf und Eberstein (polnisch Dzikowina) aus dem Amtsbezirk Lamgarben in den Amtsbezirk Tolksdorf (polnisch Tołkiny) umgegliedert.
Am 30. September 1928 schlossen sich die beiden Gutsbezirke Plötnick und Tolksdorf zur neuen Landgemeinde Tolksdorf zusammen.
Als in Kriegsfolge im Jahre 1945 das gesamte südliche Ostpreußen an Polen überstellt wurde, war auch Groß Altendorf davon betroffen. Der Ort erhielt die polnische Namensform „Starynia“ und ist heute eine Siedlung (polnisch Osada) innerhalb der Stadt- und Landgemeinde Korsze (Korschen) im Powiat Kętrzyński (Kreis Rastenburg), bis 1998 der Woiwodschaft Olsztyn, seither der Woiwodschaft Ermland-Masuren zugehörig.

## Kirche
Groß Altendorf war bis 1945 in die evangelische Kirche Tolksdorf in der Kirchenprovinz Ostpreußen der Kirche der Altpreußischen Union sowie bis 1905 in die katholische Pfarrei Rößel (polnisch Reszel), danach in die Pfarrei Rastenburg (Kętrzyn) im Bistum Ermland eingepfarrt.
Heute gehört Starynia zur evangelischen Johanneskirche in Kętrzyn in der Diözese Masuren der Evangelisch-Augsburgischen Kirche in Polen sowie zur katholischen Pfarrei in Tołkiny im jetzigen Erzbistum Ermland.

## Verkehr
Starynia liegt an einer Nebenstraße, die die Dörfer Tołkiny (Tolksdorf) in der Gmina Korsze (Korschen) und Linkowo (Schrengen) in der Gmina Kętrzyn (Rastenburg) miteinander verbindet. Außerdem führt eine Nebenstraße von der Woiwodschaftsstraße 592 (frühere deutsche Reichsstraße 135) über Płutniki (Plötnick) nach Starynia.
Die nächste Bahnstation ist der ab 1972 reaktivierte Haltepunkt Linkowo an der Bahnstrecke Białystok–Korsze.